# ROKS Kang Won (DD-922)
ROKS Kang Won (DD-922) là tàu khu trục lớp Gearing thuộc biên chế của Hải quân Hàn Quốc. Tên tàu có nguồn gốc theo Gangwon là một đạo (tỉnh) nằm ở phía Đông Bắc của Hàn Quốc. Giáp tỉnh Gyeonggi ở phía Tây, các tỉnh Chungcheongbuk và Gyeongsangbuk ở phía Nam, biển Nhật Bản ở phía Đông (biển Đông). Thủ phủ của tỉnh là Chuncheon.
Tàu nguyên là USS William R. Rush (DD/DDR-714) được đóng cho Hải quân Hoa Kỳ trong chiến tranh Triều Tiên. Tàu lấy tên theo William R. Rush.
William R. Rush bắt đầu đóng vào 15 tháng 10 năm 1944 tại Newark, New Jersey, bởi công ty đóng tàu Federal; hạ thủy vào 8 tháng 7 năm 1945; được đỡ đầu bởi Bà Dorothy Flagg Biddle, em họ của thuyền trưởng Rush và nhập biên chế Hải quân Hoa Kỳ vào 21 tháng 9 năm 1945, thuyền trưởng đầu tiên là Theodore E. Vogeley.

## Thiết kế
Con tàu đầu tiên được hạ thủy vào tháng 8 năm 1944, và chiếc cuối cùng được ha thủy vào tháng 3 năm 1946. Trong thời gian đó, Hoa Kỳ đã sản xuất 98 chiếc tàu khu trục lớp Gearing. Lớp Gearing có một cải tiến dường như nhỏ so với lớp Allen M. Sumner trước đó, được đóng từ năm 1943 đến năm 1945.

## Phục vụ Hải quân Hàn Quốc
ROKS Kang Won (DD-922) trước đây là USS William R. Rush. Nó đã được chuyển giao ngày 1 tháng 7 năm 1978 cho hải quân của Hàn Quốc (ROK) theo các điều khoản của Chương trình Hỗ trợ An ninh. Con tàu này đã ngừng hoạt động từ hải quân Hàn Quốc vào ngày 31 tháng 12 năm 2000. Nó đã được đóng quân như một [tàu bảo tàng] tại trụ sở hải quân Nam Triều Tiên ở [Jinhae], và sau đó được chuyển tới Công viên Hải quân Changwon (창원해양공원). Tàu đã được loại biên chế Hải quân Hàn Quốc vào ngày 30 tháng 11 năm 2016. Vào tháng 12 năm 2016, tàu đến cảng Busan Dadaepo để tháo dỡ.